# Carteretta clavata
Carteretta clavata är en loppart som beskrevs av David A. Good 1942. Carteretta clavata ingår i släktet Carteretta och familjen mullvadsloppor. Inga underarter finns listade i Catalogue of Life.